# Orange (Connecticut)
Orange es un pueblo ubicado en el condado de New Haven en el estado estadounidense de Connecticut. En 2007 tenía una población de 13 813 habitantes y una densidad poblacional de 310 personas por km².

## Geografía
Orange se encuentra ubicado en las coordenadas 41°16′46″N 73°01′31″O / 41.27944, -73.02528.

## Demografía
Según la Oficina del Censo en 2007 los ingresos medios por hogar en la localidad eran de $79 365 y los ingresos medios por familia eran $88 583. Los hombres tenían unos ingresos medios de $58 946 frente a los $41 563 para las mujeres. La renta per cápita para la localidad era de $36 471. Alrededor del 2,5% de la población estaba por debajo del umbral de pobreza.